# 緋賀由香理
緋賀由香理（日语：緋賀 ゆかり、12月19日—），是日本宮城縣仙台市出身的女性漫画家、插畫家，以可愛、細膩畫風見長。

## 人物
從学生時代就兼顧学業與商業誌執筆活動。經遊戲系商業漫畫選集、輕小說插畫而至雜誌月刊連載。
不只擔任插畫工作，有些作品也會交由負責漫画化。

## 作品列表

### 漫畫
- 世界征服物語（原作：神代明，JIVE）
- Holy☆Hearts!（原作：神代明，JIVE）
- 世外魔島～黑月之王與雙月公主～（原作：中山文十郎，ASCII Media Works）
- 天使特警KIDDY GiRL-AND Pure（原作：gimik、脚本：木村英文，角川書店）
- 魔法戰記奈葉Force（原作：都築真紀，角川書店）※休載中
- 零之使魔 騎士篇（原作：山口昇、角色原案：兔塚英志，Media Factory）
- ORIGINAL CHRONICLE 魔法少女奈叶 1st（原作：都築真紀，角川書店）
- 收到戀愛後宮遊戲結束的通知之時（原作：竜騎士07，月刊少年天狼星）
- 身為前貴族大小姐兼未婚媽媽，女兒們太可愛了就算當冒險者也一點都不辛苦（原作：大小判，TO BOOKS）
- 魔法★探險家 轉生為成人遊戲萬年男二又怎樣，我要活用遊戲知識自由生活（原作：入栖，角川書店/Young Ace UP）

### 小說插畫
- 世界征服物語系列（神代明著，集英社）
- Holy☆Hearts!系列（神代明著，集英社）
- 某一天，炸彈從天而降（古橋秀之著，ASCII Media Works）
- 菖蒲的少女革命！系列（志茂文彦著，Media Factory）
- 小說 雙櫻奇緣（RICOTTA著，「桐島櫻」部分，PARADIGM出版）

### 遊戲
- 雙櫻奇緣（「桐島櫻」角色設計、原畫，Haikuo Soft）
- 姬系列（部分角色設計、插畫，夢寶谷）
  - 姬奪！Dungeons Lord
  - 神姬Valkyrie Rounds

### 畫集
- 魔法戰記奈葉Force畫集（角川書店）

## 外部連結
- http://pen.serio.jp/highwaystar/ （页面存档备份，存于）
- 緋賀由香理的X（前Twitter）